# Новая Чёрнорудка
Новая Чёрнорудка (укр. Нова Чорнорудка, до 12.05.2016 г. — Жовтневое) — село на Украине, основано в 1932 году, находится в Ружинском районе Житомирской области.
Код КОАТУУ — 1825283301. Население по переписи 2001 года составляет 564 человека. Почтовый индекс — 13621. Телефонный код — 4138. Занимает площадь 0,646 км².

## Адрес местного совета
13620, Житомирская область, Ружинский р-н, с.Новая Чёрнорудка, ул.Школьная, 47